# ヌリロ
ヌリロ（누리로）は、韓国鉄道公社 (KORAIL) の列車種別である。
「ヌリロ」には「あらゆる世界を走る列車」という意味が込められており、2009年6月1日より運行を開始した。

## 概要
2008年12月に長項線天安 - 新昌間が複線電化されたことに合わせ、KORAILは2009年に200000系電車を投入し、6月1日よりソウル - 新昌間で運行を開始した。運賃はムグンファ号と同じ料金を適用している。
200000系電車は日立製作所が4両編成8本32両を受注。韓国からの受注は1974年のソウル地下鉄1号線向けの地下鉄車両（初期1000系電車）以来、32年ぶりとなった。
2009年時点では、およそ10年の期間をかけて徐々にムグンファ号を代替して行く予定であった。しかし、世界金融危機に陥った点や、一部機器を導入したSLS重工業の倒産により車両の増備は中止となり、運転の切り替えは極一部に留まっており、ムグンファ号の代替は、2023年に新設されたITX-マウムによって行われている。また、KORAILの政策変更により、運用路線が度々変更されているが、基本的な運用はシャトル運用に留まっている。

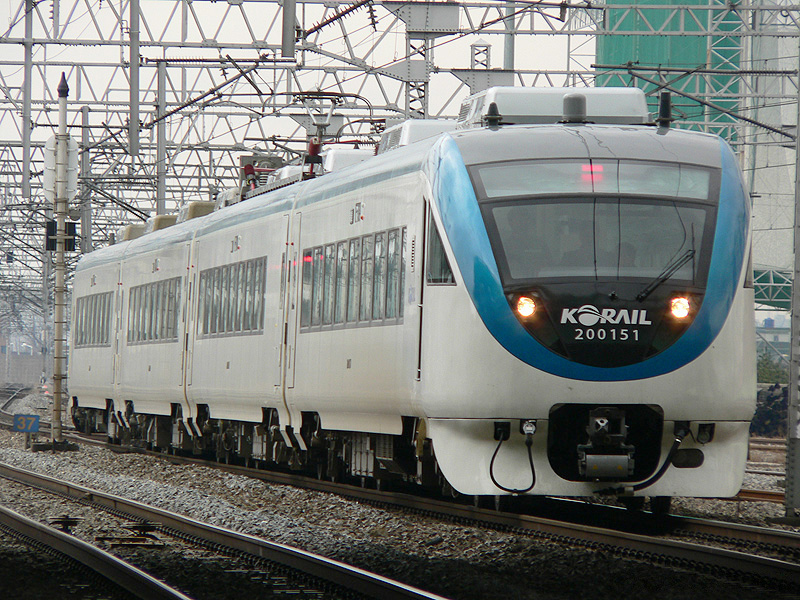
以前の塗装

## 運行区間
2025年1月1日現在の運行状況は下記の通りである。

### 運行中
- 東海線：東大邱 - 太和江
- 東海線：東大邱 - 江陵
- 嶺東線：東海 - 江陵

### 運行終了
- 京釜線：ソウル - 東大邱・大田
- 京釜線：東大邱 - 釜山
- 京釜線・忠北線・中央線：ソウル・大田 - 堤川
- 全羅線：龍山 - 麗水エキスポ
- 湖南線・光州線：龍山 - 木浦・光州
- 長項線：ソウル - 新昌
- 嶺東線・太白線・中央線：清凉里 -東海・安東

## 過去の停車駅
ソウル駅 - 新昌駅間
ソウル駅 - 永登浦駅 - 安養駅 - 水原駅 - 烏山駅 - （西井里駅） - 平沢駅 - 天安駅 - 牙山駅 - 温陽温泉駅 - 新昌駅
- （　）は下り1本のみ通過。